# Прекрасный расписной малюр
Прекрасный расписной малюр 
(лат. Malurus cyaneus) — вид воробьиных птиц семейства малюровых, широко распространённый по всей юго-восточной Австралии и ведущий оседлый образ жизни. Является территориальной птицей. Сильно выделяется своим половым диморфизмом: брачное оперение самца имеет ярко-синюю макушку, покрывающие ушные перья, чёрные спину и хвост и тёмно-синее горло. Вне сезона размножения самцы, самки и птенцы имеют преимущественно серо-коричневую окраску, из-за чего их часто путали друг с другом. Имеет два подвида: крупный тёмный cyaneus, обитающий в Тасмании, и небольшой светлый cyanochlamys, распространённый на материке.
Как и другие расписные малюры, вид отличается необычным поведением: птицы социально моногамные, однако вступают в беспорядочные половые связи. Это означает, что хотя самец с самкой и образуют пару, это не мешает первым спариваться с другими особями и даже воспитывать птенцов. Во время брачного периода самцы выщипывают жёлтые лепестки цветов и дарят их самкам.
Птицы встречаются практически в любом месте, где вьют гнёзда в небольших густых подлесках, на лугах с редкими кустарниками, а также в умеренно густых лесах, опушках, пустошах и садах. Они хорошо адаптированы к городской среде и часто встречаются в пригородах Сиднея, Канберры и Мельбурна. Питаются как насекомыми, так и семенами.

## Таксономия
Вид является одним из 12 представителей рода расписных малюров, широко известных как австралийские славки, которые обитают в Австралии и Новой Гвинее. Ближайшим родственником прекрасного расписного малюра является блестящий расписной малюр, который, в свою очередь, приходится родственником лиловошапочного расписного малюра, обитающего на северо-западе Австралии.
В 1777 году хирург и натуралист третьей экспедиции Джеймса Кука Уильям Андерсон во время путешествия близ восточной Тасмании в районе острова Бруни добывает первое чучело прекрасного расписного малюра . За свой хвост, напоминавший хвост европейских трясогузок рода Motacilla, вид получил название Motacilla cyanea . Андерсон не дожил до публикации своей работы, тем не менее, в 1782 году его помощник Уильям Эллис сумел описать вид .
В 1816 году вид был описан Луи Жан-Пьер Вьейо, который дал ему текущее научное имя.
После того как первый флот прибыл в Порт-Джексон, в народе птицу прозвали «прекрасной певчей птицей». В 1920-х годах птица обзавелась такими именами, как «крапивник» или «певчий крапивник» (оба из-за сходства с европейским крапивником) и «расписной крапивник». За особенность, связанную с тем, что одна синяя птица сопровождала группу тёмных птиц, ошибочно принимавшихся за самок, вид также прозвали «мормонским крапивником» . Племя нгарринджери, обитающее в районах реки Муррей и Куронга, прозвали птицу Waatji pulyeri, что на их языке означало «малышка кустарникового гваякового дерева», а гунаи — Deeydgun, что означало «маленькая птица с длинным хвостом». Представители племени эора и даруг, проживающие в Сиднее, как таксону, так и разноцветному расписному малюру дали прозвище muruduwin.
Как и остальные расписные малюры, данный вид не приходится родственником настоящего крапивника. Изначально птицу к семейству мухоловковых, затем семейства славковых, однако в 1975 году её выделили в отдельное семейство малюровых. Анализ ДНК показал, что ближайшими родственниками малюровых являются медососы и радужные птицы, принадлежащие большому надсемейству Meliphagoidea.

### Подвиды
Выделяются два подвида, родство которых прояснит анализ ДНК .
- M. c. cyaneus — номинативный подвид, описанный в 1782 году. Встречается по всей территории Тасмании и островов Бассового пролива[18]. В отличие от материкового подвида самцы имеют более тёмное лазурно-голубое оперение. В 1901 году в качестве отдельного вида птицы с острова Кинг были описаны Эй Джей Кэмпбеллом, который дал им видовой эпитет elizabethae[19]. Оперение птиц с острова Флиндерс имеет как черты оперения особей с острова Кинг, так и Тасмании [6]. В 1982 году Ричард Шодд в своей работе изменил видовой эпитет elizabethae на cyaneus[20].
- M. c. cyanochlamys был описан Ричардом Шарпом в 1881 году. Встречается в Австралии[21]. В отличие от островного подвида у самцов небольшие размеры и светлая окраска. Подвид, обитающий в районе Квинсленда, имеет серебристо-голубую макушку [6].

Международный союз орнитологов выделяет 6 подвидов.

### Эволюция вида
В своей монографии 1982 года орнитолог Ричард Шодд предположил, что блестящий и прекрасный расписные малюры имели южного предка, популяции которого разделились на  юго-западную (блестящие малюры) и юго-восточную (прекрасные малюры). Поскольку юго-запад имел более засушливый климат, чем юго-восток, распространение блестящих малюров пошло только вглубь материка, так как условия были более благоприятными. Во времена ледникового периода благодаря низкому уповню Мирового океана и наличию сухопутного коридора между континентом и островом прекрасные малюры мигрировали в Тасманию. Как только поднялся уровень мирового океана, популяция расписных малюров оказалась изолированной от материка, таким образом, став подвидом cyaneus. Долгое время они не признавались отдельным подвидом, однако недавние молекулярные исследования не подтвердили этого .

## Описание

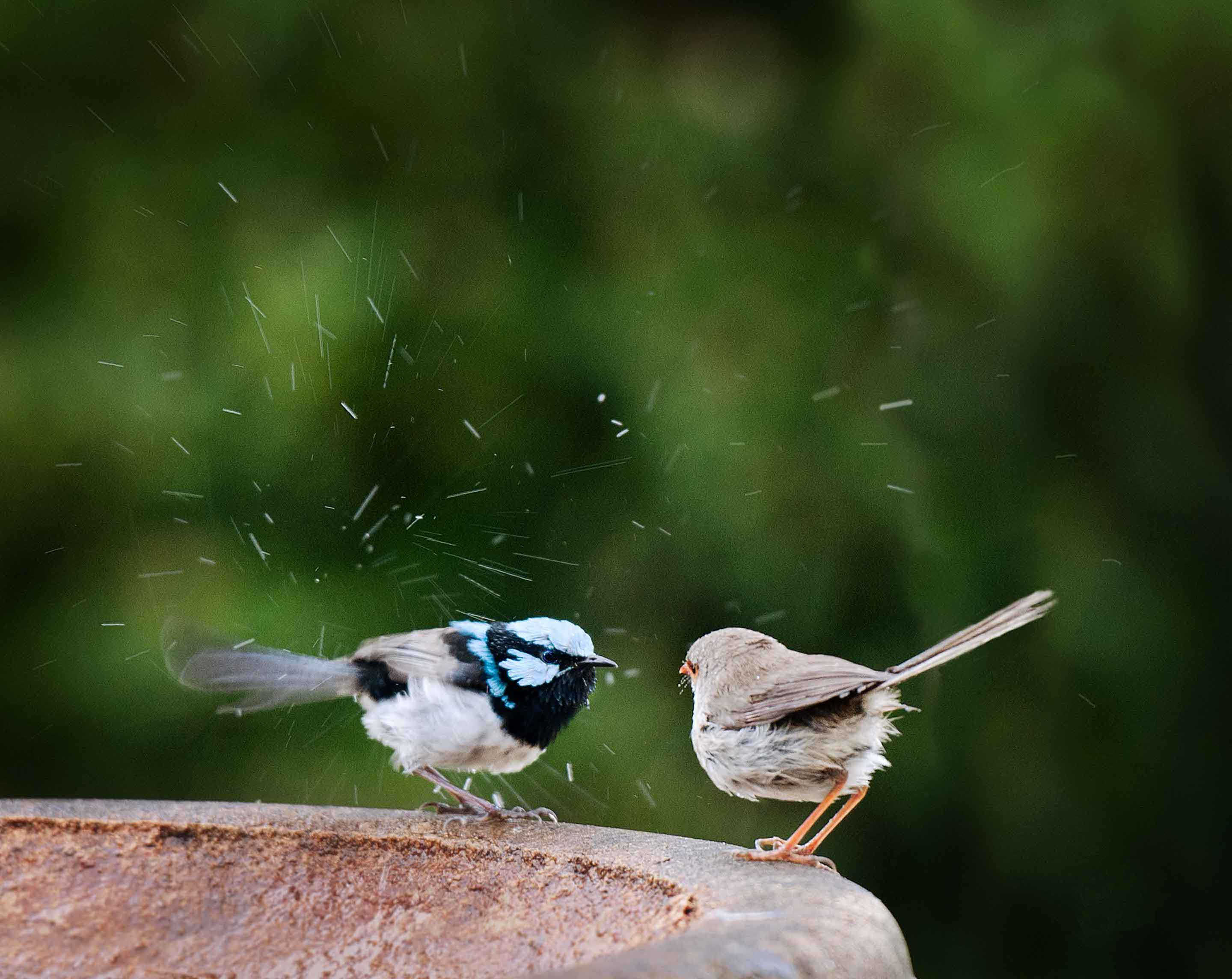
Пара у садовой поилки для птиц в Новом Южном Уэльсе

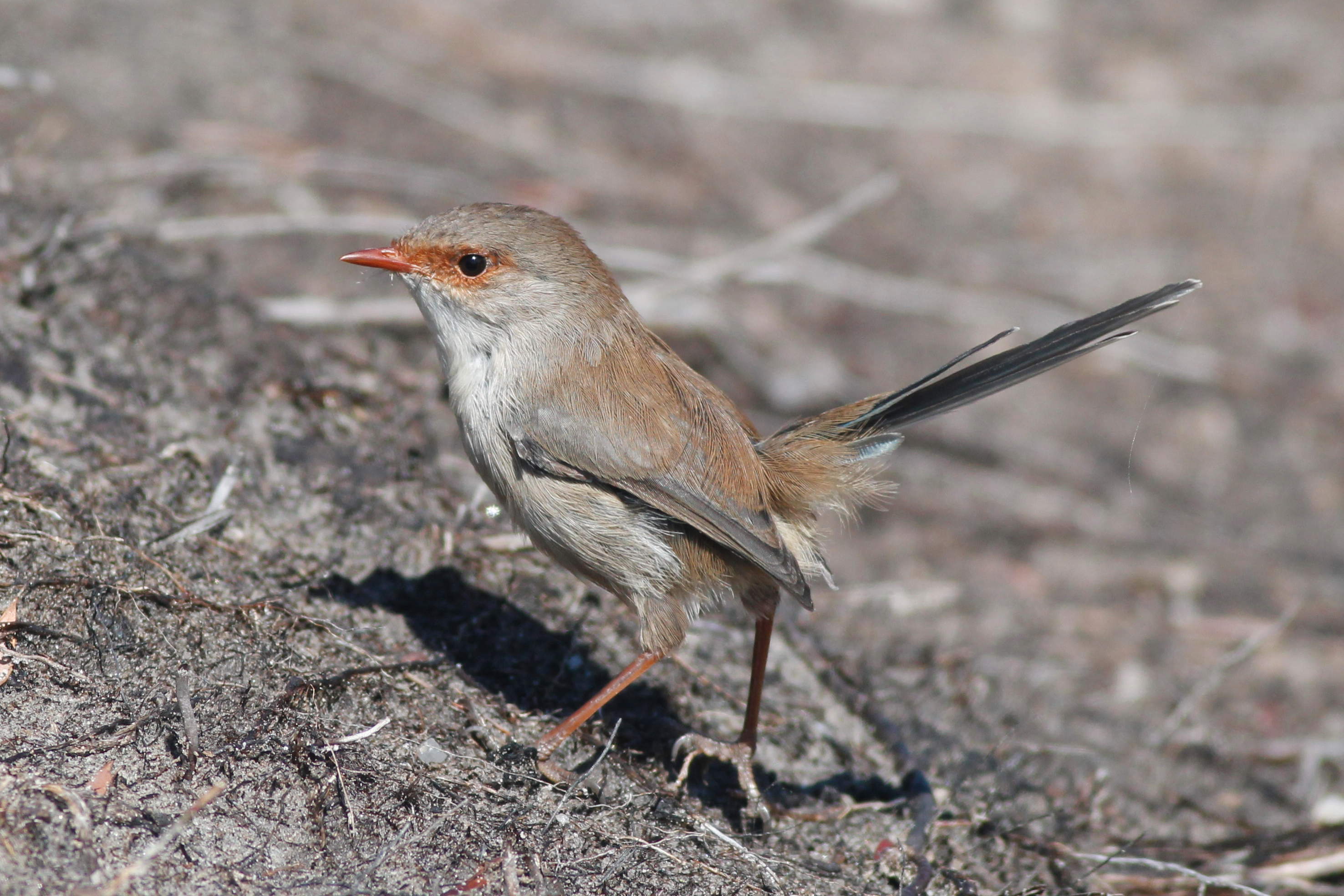
Молодой самец в австралийском Гиппсленде

Прекрасный расписной малюр 14 см в длину и весит 8-13 грамм: самцы, в среднем, немного крупнее самок . Длина хвоста, самого короткого среди расписных малюров, составляет 5,9 см . Длина клюва, с широким основанием и узким концом, составляет 9 мм у подвида cyaneus и 8 мм - у cyanochlamys. Широкий и тонкий клюв по форме схож с тем, что используют другие птицы, питающиеся насекомыми.
Как и другие малюры, у вида хорошо прослеживается половой диморфизм: самцы во время периода размножения имеют весьма заметное яркое голубое оперение с чёрно-серо-коричневыми переливами. Яркая макушка и перья близ уха играют заметную роль в брачных играх. Самки, молодые особи и самцы вне периода размножения имеют желто-бурое оперение, светлую нижнюю часть брюха и палевый (самки и молодые особи) или тускло-серо-синий (самцы) хвост. После первой зимы клюв самцов приобретает тёмный оттенок, а у самок и молодых особей — бурый. Молодые самцы обретают брачное оперение только в первый сезон размножения, хотя в некоторых местах и остаётся бурая окраска. Полная замена обычного оперения на брачное занимает ещё год или два. И самцы, и самки после периода размножения линяют осенью. Заново оперение меняется зимой или весной. Из-за плоской и вьющейся поверхности крючков на бородке птичьего пера брачное голубое оперение самцов, в частности, перья близ уха хорошо переливается на свету. Голубое оперение рассматриваемого вида хорошо видят другие малюры, поскольку их радужная оболочка отлично улавливает ультрафиолетовое излучение.
Вокализация вида представлена зовом и моббингом . Главная песня состоит из 1-4 секундных 10-20 коротких нот: её исполняют как самцы, так и самки. Самцы также имеют второй тип вокализации, который они применяют при появлении хищников, таких как сероспинная флейтовая птица. Данный тип вокализации не является предупреждающим сигналом, хотя позволяет определить местоположение хищника. При помощи неё самцы также демонстрируют свою силу, хотя это далеко не так. Сигналом тревоги птиц при появлении хищников является серия коротких резких звуков «читс». Во время высиживания яиц самки издают мурлыкающие звуки. Иногда птицы используют данную вокализацию для опознавания своих и чужих птенцов , сводя к минимуму последствия гнездового паразитизма.

## Различные виды оперения

Виды оперения
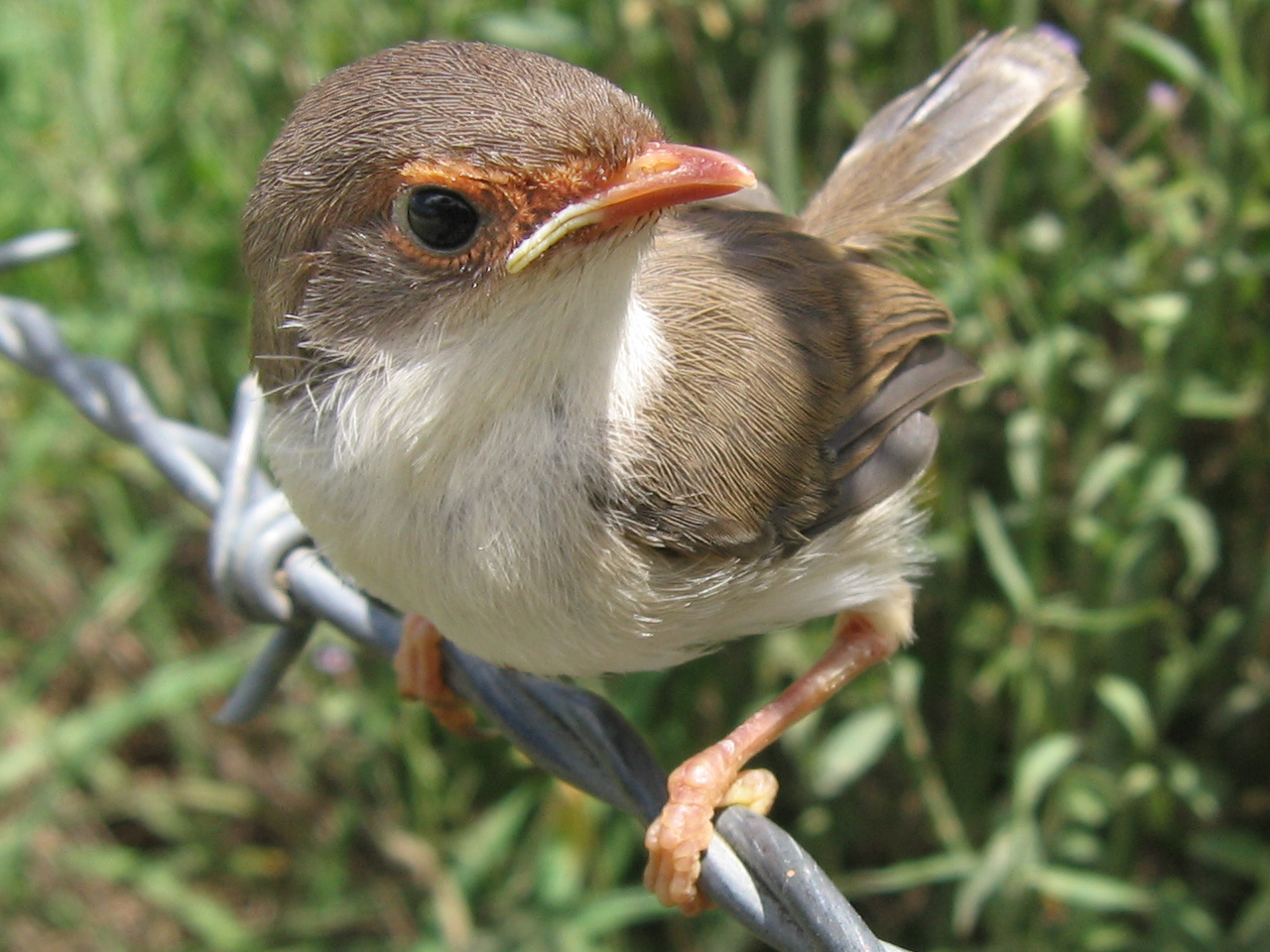
Молодая особь подвида cyanochlamys
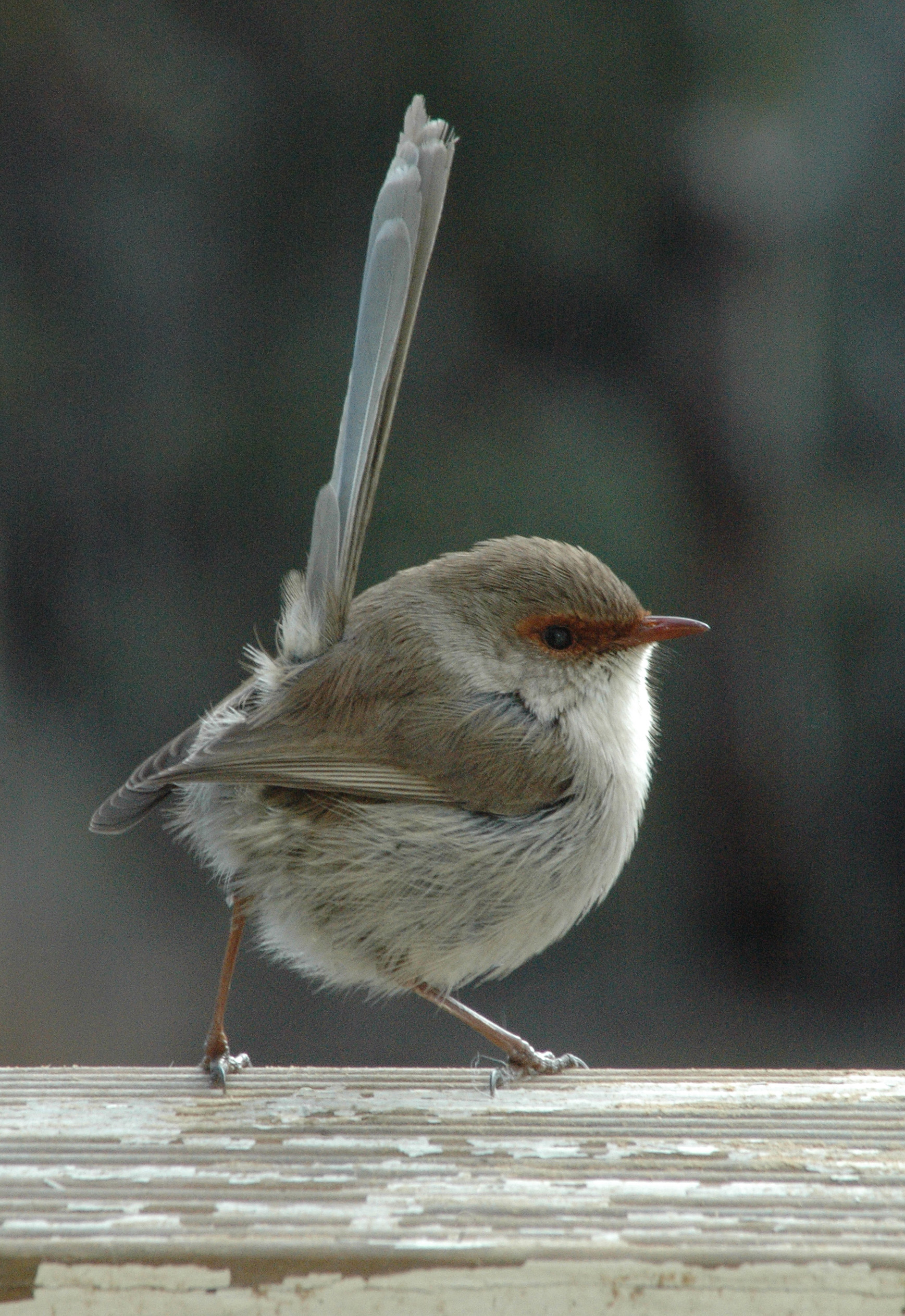
Взрослые самки подвида cyaneus с красно-оранжевым кольцом вокруг глаз
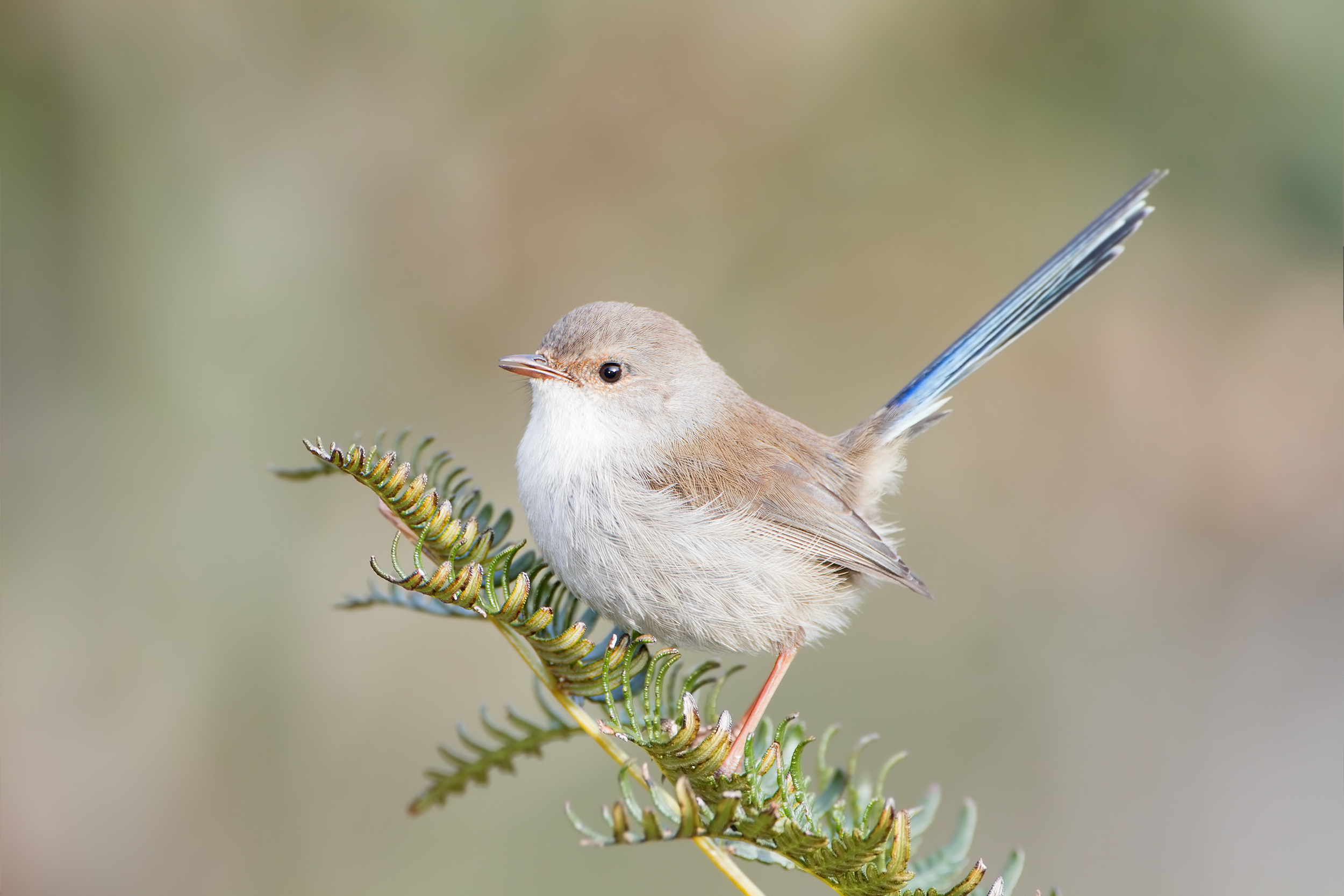
Взрослый самец вне периода размножения
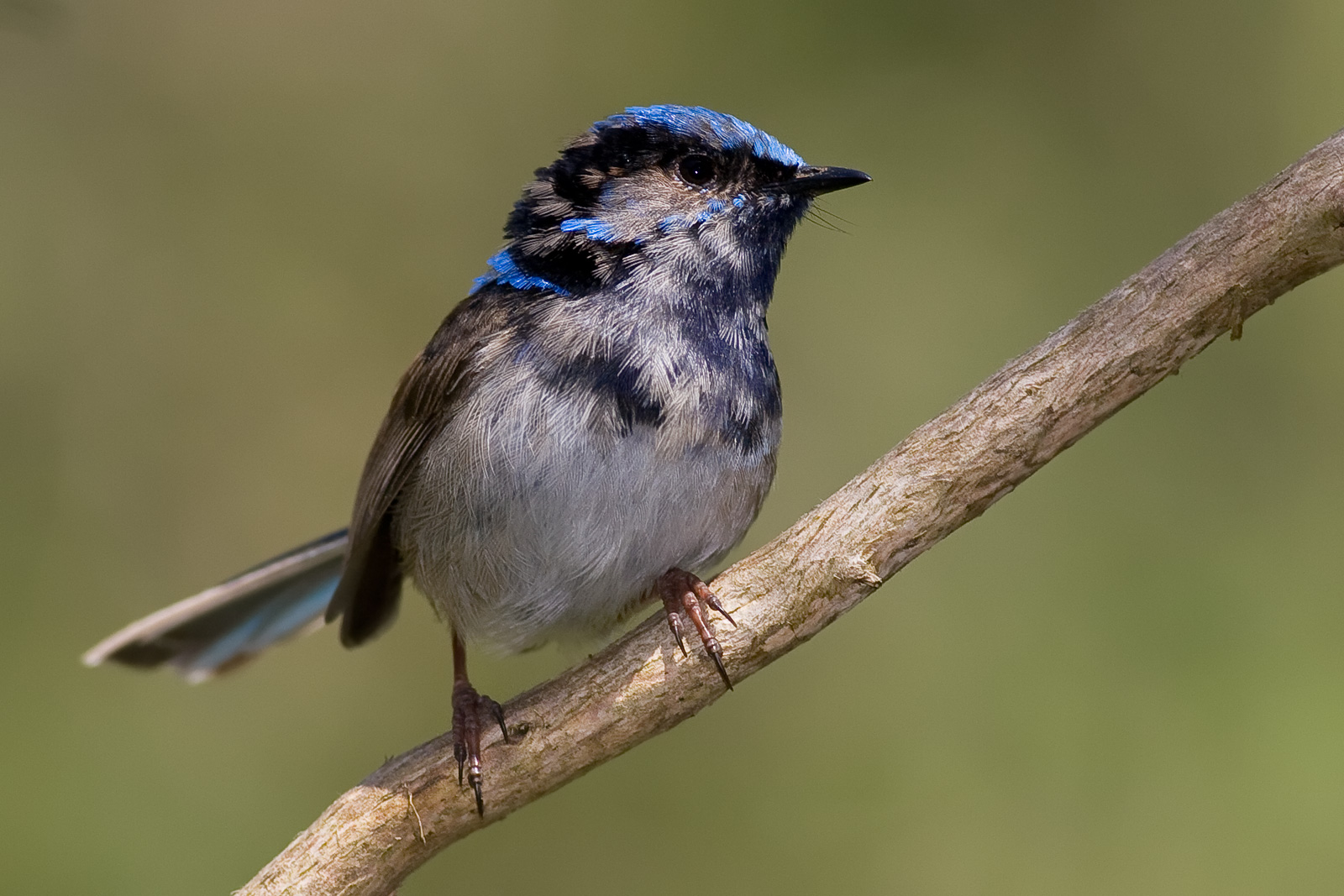
Пятилетний самец подвида cyaneus облачается в брачное оперение

## Распространение и среда обитания
Вид распространён на большей части влажного и плодородного юго-востока: Южная Австралия (включая остров Кенгуру и Аделаиду), оконечности полуострова Эйр, вся Виктория, прибрежные области Нового Южного Уэльса с Квинслендом, а также Брисбен. Вглубь материка ареал простирается на севере — до реки Досон, на западе — до Блэкола. Птица является типичным обитателем пригородов Сиднея, Мельбурна и Канберры. Птица встречается в лесистой местности, как правило, с большим количеством подлеска, а также, при наличии местные растений — в садах и городских парках. При опасности Лантана сводчатая и инвазионная ежевика становятся надёжными укрытиями для птиц. По данным австралийского национального университета в Канберре, в отличие от других малюров, птица хорошо приспособлена к городской среде и уверенно вытесняет интродуцированного домового воробья . В городском центре Сиднея популяции малюров можно встретить в Гайд-парке и Королевском ботаническом саду . Птица не встречается ни в густом лесу, ни в высокогорных районах. Лесные насаждения сосны и эвкалиптов также не являются домом птицы, поскольку около них не растут подлески.

## Поведение

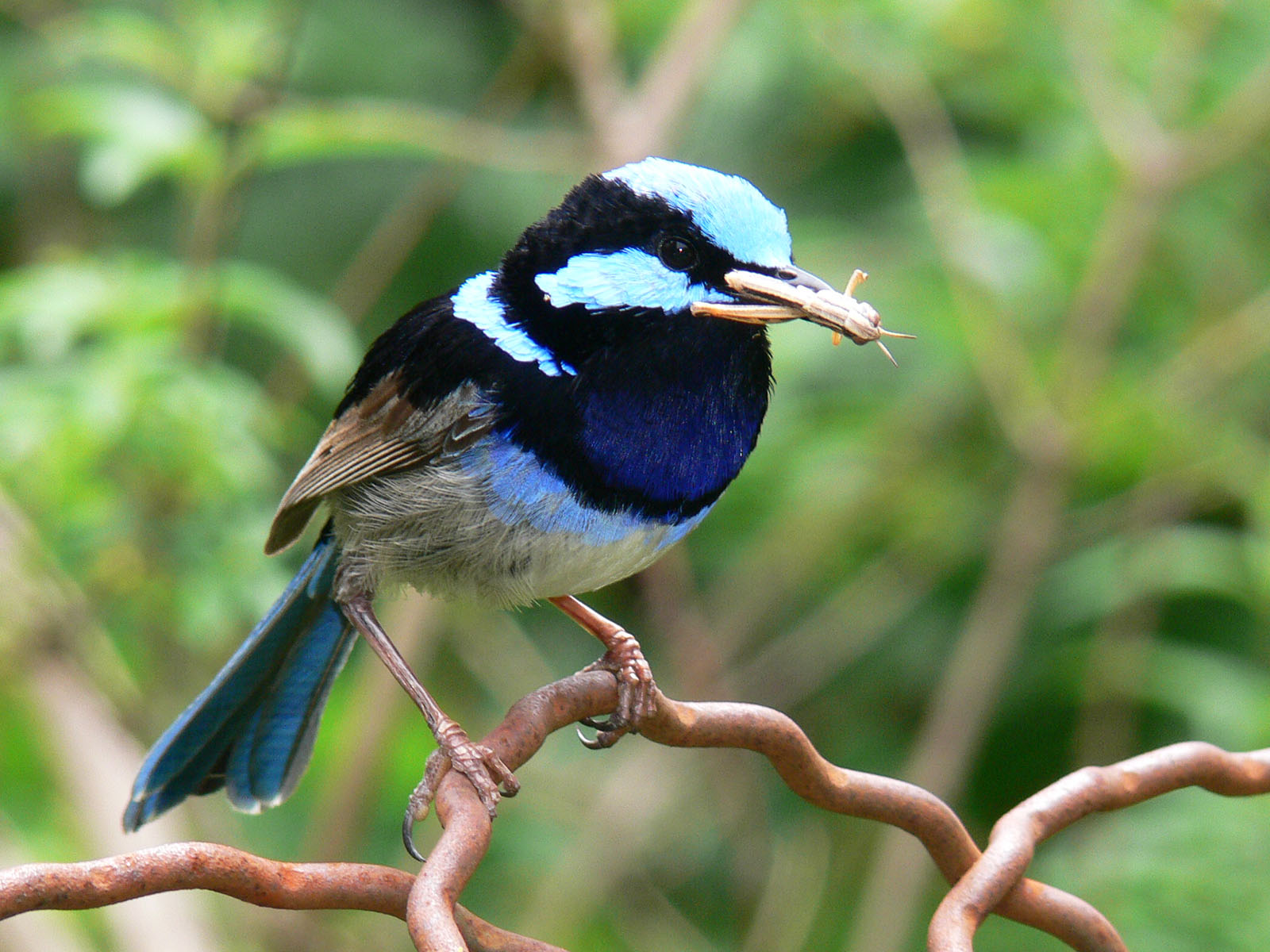
Самец подвида cyanochlamys в брачном оперении с кузнечиком

Как и все расписные малюры, птица, в основном, питается на открытых пространствах близ своих укрытий и листвы. Передвижение птицы представляет собой серию бойких прыжков и подпрыгиваний, равновесие которой поддерживается большим хвостом в вертикальном положении. Короткие, закругленные крылья обеспечивают хороший стартовый подъём хорошо подходят для коротких, недолгих перелётов . В течение весны и лета птицы активны на заре, а сбор пищи сопровождается песней. Ввиду многочисленности насекомых и лёгкости их поимки птицы отдыхают в перерывах между кочёвками. Во время дневного зноя птицы часто отдыхают в укрытиях. Поскольку зимой очень трудно найти еду, птицы в течение дня непрерывно охотятся .
Птицы, парами или группами по 3-5 птиц, принимают участие в кооперативном размножении, позволяющее контролировать и защищать небольшие территории круглый год. Группа состоит из живущей в колонии главной пары, которой помогают одна или несколько мужских или женских особей: последние не всегда являются их потомством. Особи помогают защищать территорию, а также кормить и растить птенцов . Представители группы ночуют глубоко в укрытии, а также совместно чистят клювы .
Основными врагами птицы являются: ворона-свистун, флейтовые птицы, смеющаяся кукабара, вороны-флейтисты, вороны, сорокопутовые мухоловки, а также интродуцированные виды, такие как обыкновенная лисица, кошка и чёрная крыса. В случае, если птенцы находятся в опасности, взрослые особи активно отвлекают хищников. Голова, шея и хвост при отвлечении опускаются, крылья выпрямляются, а птица лихорадочно бежит и непрерывно кричит. Исследование в естественных условиях у Канберры показало, что особи, обитающие на территориях черношапочных манорин, улетают, когда последние издают сигнал тревоги. Это говорит о том, что вид распознаёт и реагирует на вокализацию других птиц.

### Питание

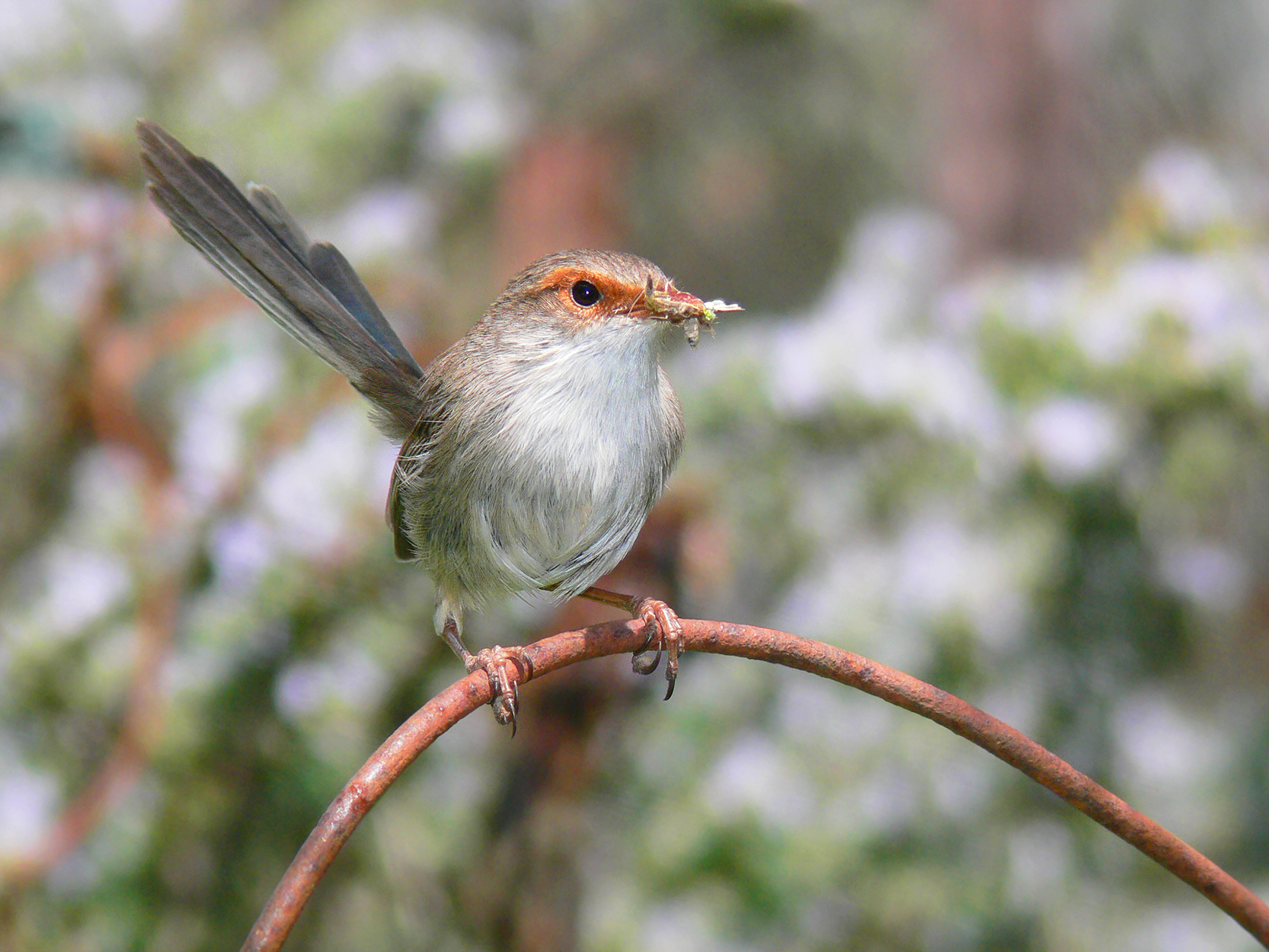
Самка подвида cyanochlamys с кузнечиком

Прекрасные расписные малюры преимущественно насекомоядные птицы. Их рацион состоит из большого количества мелких животных (в основном насекомых, таких как муравьи, кузнечики, щитники, клопы, мухи, долгоносики и различные личинки), а также небольшого количества семян, цветов и фруктов. Питаются на земле или в кустах высотой ниже двух метров . Это делает их уязвимыми для хищников, поэтому они, как правило, держатся достаточно близко к укрытию или питаются группами. Зимой очень мало еды, поэтому большую часть рациона составляют муравьи, которые становятся «последней важной пищевой инстанцией». Птенцы, в отличие от взрослых птиц, питаются более крупными животными, такими как гусеницы и кузнечики .

### Ухаживание

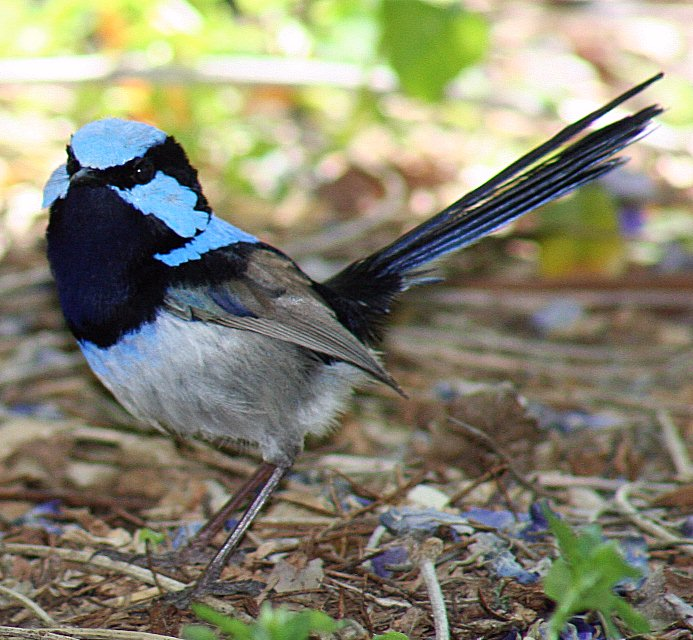
Самец демонстрирует раздувшуюся голову

Основным способом ухаживания птиц является так называемый «полёт морского конька», похожий на волнообразные движение морского обитателя. Он происходит следующим образом: самец надувает шею и вертикально поднимает перья головы, затем перемещает тело и медленно опускается перед прыжком, после которого быстро хлопает своими крыльями. Надувание шеи, вызванное притоком крови к голове, часто рассматривается как агрессивная демонстрация полового поведения .
Во время сезона размножения самцы малюров срывают жёлтые лепестки цветов и дарят самкам. Преподношение лепестков является показательным элементом ухаживания: они вручаются самкам на территории самца или на другой территории. Самцы иногда дарят лепестки самкам вне сезона размножения с целью поддержки партнёра. Расписные малюры социально моногамны, но это не мешает заводить беспорядочные связи: самцы и самки создают пары на всю жизнь , но при этом регулярно спариваются с другими особями. Большая часть птенцов появляется не только в моногамных, но и полигамных парах .

### Размножение

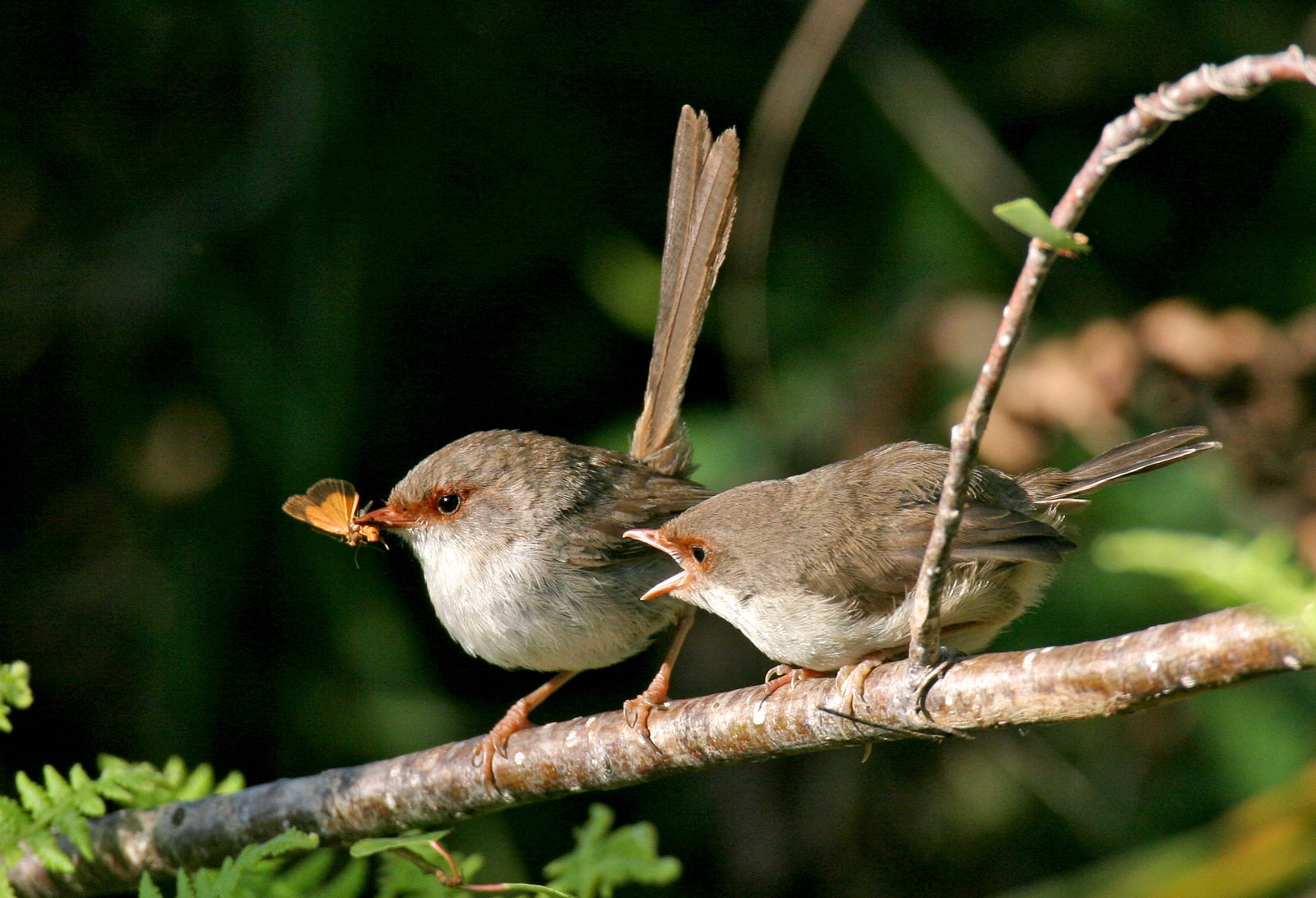
Самка с молодой особью в Сиднее

Размножение происходит с весны до позднего лета. Гнездо представляет собой круглое или куполообразное сооружение из широко сплетённых трав и паутины со входом в одну сторону, находящемся на расстоянии 1 м от земли и густой растительности. В течение долгого периода размножения может быть два или более выводка. Кладка состоит из трёх или четырёх матовых белых яиц с красновато-коричневыми крапинками или пятнами размером 12 на 16 мм. Яйца высиживаются в течение 14 дней, после чего в течение 24 часов вылупляются птенцы. Новорожденные птенцы слепые, красные и лысые; они быстро темнеют, когда отрастают перья. Их глаза открываются на пятый или шестой день. На 10 день птенцы полностью оперяются. В течение 10-14 дней все члены группы кормят птенцов и удаляют фекалии из гнезда. На 40 день птенцы начинают самостоятельно добывать еду,  помогать другим особям, а также отгонять кукушек или хищников Этот период длится до тех пор, пока они либо не улетят в другую группу, либо не начнут доминировать в первоначальной группе . Вид является основным хозяином таких гнездовых паразитов, как краснохвостая бронзовая кукушка, блестящая бронзовая кукушка и веерохвостая щетинистая кукушка.

## Птица в культуре
- Прекрасный расписной малюр является эмблемой клуба наблюдения и охраны птиц Австралии[англ.][66].
- 12 августа 1999 года прекрасный расписной малюр по ошибке стал иллюстрацией для маркированного конверта, который предназначался для блестящего расписного малюра[67] . Ранее блестящий расписной малюр красовался на марке, выпущенный в 1964 году, выпуск которой прекратился с появлением десятичной валюты[68].